# Breitenfeld (Altmark)
Breitenfeld is een plaats en voormalige gemeente in de Duitse deelstaat Saksen-Anhalt en maakt deel uit van de gemeente Gardelegen in de Landkreis Altmarkkreis Salzwedel.
Breitenfeld ligt in het noordwesten van de gemeente Gardelegen en telde begin 2022 145 inwoners. Het dorpje heeft een rijke, lokale geschiedenis en folklore, die uitvoerig wordt beschreven op de Duitstalige Wikipedia-pagina (lemma: Breitenfeld (Gardelegen)) over het plaatsje.

## Bestuurlijke indeling
- → xx-xx-1994: Gemeente binnen het district Gardelegen
- xx-xx-1994 → 01-01-2005: Gemeente binnen de Verwaltungsgemeinschaft Mieste
- 01-01-2005 → 01-01-2011: Gemeente binnen de Verwaltungsgemeinschaft Südliche Altmark
- 01-01-2011 → Ortsteil en tevens Ortschaft van de gemeente Gardelegen

Algenstedt · Berge · Breitenfeld · Dannefeld · Estedt · Gardelegen Stadt · Hemstedt · Hottendorf · Jävenitz · Jeggau · Jerchel · Jeseritz · Kassieck · Kloster Neuendorf · Köckte · Letzlingen · Lindstedt · Mieste · Miesterhorst · Peckfitz · Potzehne · Roxförde · Sachau · Schenkenhorst · Seethen · Sichau · Solpke · Trüstedt · Wannefeld · Wiepke · Zichtau